# Linaria simplex
Linaria simplex é uma espécie de planta com flor pertencente à família Scrophulariaceae. 
A autoridade científica da espécie é Willd. ex Desf., tendo sido publicada em Tabl. École Bot. 65 (1804).

## Portugal
Trata-se de uma espécie presente no território português, nomeadamente em Portugal Continental.
Em termos de naturalidade é nativa da região atrás indicada.

## Protecção
Não se encontra protegida por legislação portuguesa ou da Comunidade Europeia.